# Периодинан Десса — Мартина
Периодинан Десса-Мартина (DMP) представляет собой химический реагент, используемый в реакции окисления по Дессу-Мартину, в процессе которого первичные спирты окисляются до альдегидов, а вторичные спирты до кетонов .   Этот реагент имеет несколько преимуществ по сравнению с окислителями на основе хрома и ДМСО, среди которых — более мягкие условия (комнатная температура, нейтральный рН), быстрота реакции, более высокие выходы, упрощенную послереакционную обработку, высокую хемоселективность, устойчивость к чувствительным функциональным группам и длительный срок хранения. Однако использование в промышленных масштабах затруднено из-за его стоимости и потенциально взрывоопасного характера.  Он назван в честь американских химиков Дэниела Бенджамина Десса и Джеймса Каллена Мартина, которые разработали реагент в 1983 году. Родственным к DMP реагентом является известная иодоксибензойная кислота ((IBX) с разницей в присоединённых к центральному атому иода ацетатных групп. По сравнению с IBX периодинан более реакционноспособен, менее устойчив, и намного лучше растворим в органических растворителях. 

## Синтез
Для получения DMP вначале окисляют орто-иодбензойную кислоту пероксомоносульфатом калия (или броматом калия) для получения 5-членного цикла и окисления иода до степени окисления +3:

После этого обрабатывают соединение уксусным ангидридом — агентом для введения ацетильных группировок:

## Механизм окисления по Дессу-Мартину
Механизм окисления спиртов (на примере первичных) при помощи DMP заключается в нуклеофильном замещении при атоме иода (1-я стадия), затем восстановлении этого атома и в дальнейшем — образовании иодинана и целевого продукта — альдегида.
Вторичные спирты при окислении с помощью DMP превращаются в кетоны.